# Усов, Виктор Николаевич
Ви́ктор Никола́евич У́сов (род. 5 января 1943 года, Москва, СССР) — советский и российский китаевед. Доктор исторических наук, главный научный сотрудник Института Дальнего Востока РАН, руководитель Центра изучения новейшей истории Китая; член правления Общества Российско-китайской дружбы. Основные направления научных исследований — история Китая (XX века), история китайской культуры (быт, нравы, традиции), китайско-российские отношения.

## Биография
Родился в семье служащих. Мать, Анастасия Петровна Морозова, работала в книгоиздательстве ОГИЗ, отец, Николай Петрович Усов, был военный. Родители расстались вскоре после рождения сына.
После смерти матери в 1956 году Виктор был отдан в школу-интернат № 14 города Москвы (сейчас лицей при ИСАА № 1535), которую закончил в 1960 году.
Пять месяцев в 1961 году проработал на Московском тормозном заводе в качестве упаковщика.
С 1961 по 1967 год — студент Института Восточных языков (ныне Институт стран Азии и Африки) при МГУ.
В летние каникулы выезжал со студенческими стройотрядами на целину (1962 год), в археологические экспедиции: Танаис (руководитель Д. В. Деопик), Тамань, Фанагория (руководитель Н. Сокольский).
В 1967 году успешно закончил ИВЯ при МГУ по специальности: историк, востоковед, референт-переводчик со знанием китайского языка.
В 1966 году был восемь месяцев на языковой стажировке в КНР в Пекинском институте иностранных языков, где застал начальный этап «культурной революции». Был одним из четырёх последних советских стажёров, которых власти КНР досрочно выслали на родину в связи с началом «культурной революции».
После окончания института пошёл на работу в Институт Дальнего Востока АН СССР, работал стажёром, младшим научным сотрудником, старшим научным сотрудником, ведущим научным сотрудником, главным научным сотрудником.
В 1974 году успешно защитил кандидатскую диссертацию «Политическая борьба в Китае на начальном этапе „культурной революции“ (сентябрь 1965 — декабрь 1966 гг.)». Во время работы неоднократно выезжал на стажировку за рубеж: в 1975 году — на полгода в Сингапурский государственный университет, в 1986 году — на 10 месяцев в Пекинский институт иностранных языков, в 1989 году — на полгода в Народный университет Китая на факультет истории партии (Пекин).
Был в научных командировках в США, Венгрии, Польше, Монголии, КНР. В 1998 году успешно защитил докторскую диссертацию «КНР в первой половине 60-х годов XX в.: поиск путей развития».
Член Ученого совета ИДВ РАН, член редколлегии журнала «Проблемы Дальнего Востока», руководитель Центра изучения новейшей истории Китая ИДВ РАН, руководитель курсов китайского языка при Институте практического востоковедения и ИДВ РАН.
Член Центрального правления Общества российско-китайской дружбы.
Член правления международной ассоциации по изучению Ицзина.
Основные направления научных исследований — история Китая, китайская культура (быт, нравы, традиции), российско-китайские отношения, история КПК и КНР.
Несколько лет преподавал историю Китая на философском факультете РГГУ.

## Книги
- The Betrayed Generation. APN Publishers, Moscow, Verlag Zeit im Bild, Dresden, 1973. — 75 с. (в соавторстве с Н. Е. Боревской под псевдонимом).
- Maoism and The Youth Movement. М., 1975. — 64 с. (в соавторстве с А. Красильниковым под псевдонимом). То же на итальянском, французском, немецком, словацком, венгерском языках.
- Борьба Мао Цзэдуна и его сторонников против партии в ходе «культурной революции». Институт Дальнего Востока РАН. М., 1976. — 244 с.
- КНР: от «большого скачка» к «культурной революции» (1960—1966 гг.) ИДВ РАН. М., 1998. Часть 1, 221 с.; Часть 2. — 241 с.
- Евнухи в Китае. М.: Муравей, 2000. — 223 с. — ISBN 5-89737-083-4.
- Книга дворцовых интриг. Евнухи у кормила власти в Китае. М.: Наталис, 2002. — 431 с. (в соавторстве с Д. Н. Воскресенским) — ISBN 5-8062-0056-6. (Восточная коллекция)
- Советская разведка в Китае. 20-е годы XX века. М.: Олма-пресс, 2002. — 384 с. — ISBN 5-224-03414-0 (Книга переведена на китайский и издана в КНР в 2007 г. ISBN 978-7-5065-5493-0)
- Последний император Китая Пу И (1906—1967). М.: Олма-пресс, 2003. — 415 c. — ISBN 5-224-04249-6.
- КНР: от «культурной революции» к реформам и открытости (1976—1984 гг.). ИДВ РАН, М., 2003. — 190 с. — ISBN 5-8381-0064-8.
- Китайский Берия Кан Шэн. М.: Олма-пресс, 2004. — 479 с. — ISBN 5-224-04575-4.
- Жены и наложницы Поднебесной. М.: Наталис, 2006. — 479 с. — ISBN 5-8062-0185-6.
- История КНР. «Восток-Запад». 2006. В двух книгах. — 1450 с. — ISBN 5-17-036586-1.
- Советская разведка в Китае. 30-е годы XX века. М.: Товарищество научных изданий КМК. 2007. — 455 с. — ISBN 978-5-87317-367-9.
- Пекин. Путеводитель. М.: КРПА Олимп. 2009. — 223 с. — ISBN 978-5-271-23995-3.
- Дэн Сяопин и его время. М.: Стилсервис. 2009. — 842 с. — ISBN 978-5-93712-009-0.
- Советская разведка в Китае в 20-е годы XX века. Издание второе, исправленное и дополненное. — М.: Дом Конфуция. 2011. — 384 с. — ISBN 5-85611-008-0.
- В гареме Сына Неба. Жены и наложницы Поднебесной. — М.: Алгоритм, 2014. — 272 с. — ISBN 978-5-4438-0583-2.